# Будинок Еразма (Брюссель)
Будинок Еразма (фр. La Maison d’Érasme, нід. Erasmushuis) — музей Еразма Роттердамського, розташований в Андерлехті (Брюссель). У цьому будинку в 1521 році зупинявся відомий нідерландський письменник-гуманіст Еразм Роттердамський.

## Будинок
Будинок був споруджений наприкінці XV століття П'єром Віхмансом, людиною високої освіти, який часто приймав у себе визначних ерудитів свого часу. Одним із відвідувачів був Еразм Роттердамський, із яким у П'єра Віхманса зав'язалася щира дружба. Історики вважають, що Еразм міг зупинятися багато разів у цьому будинку, але, принаймні, одне тривале (5 місяців) його перебування в 1521 році підтверджене історичними документами.

## Відвідини Еразма в 1521 р
У травні 1521 року Еразм прибув до свого друга Віхманса в Андерлехт, передмістя Брюсселя. Еразм мав намір перебути деякий час у сільській місцевості, аби поправити своє здоров'я, оскільки часто потерпав від гарячки. Але були й політичні причини цієї поїздки. У 1520 році відбулося відлучення від церкви Мартіна Лютера й розпочалося систематичне переслідування протестантів та їхніх симпатиків.
Еразм вирішив, що буде обачним відійти на певний час від Левенського католицького університету, оскільки мав імідж прихильника протестантизму, всупереч власним запевненням у прихильності до католицької віри.
В Андерлехті Еразм працює над верстками своїх книжок, що публікуються в Брюсселі й Левені. Саме з причин особистої безпеки Еразм залишив Андерлехт у 1521 році й подався до Базеля.

## Будинок Еразма
У 1930 році Будинок Еразма було відреставровано й перетворено на музей. Бібліотека музею складається з 1200 томів, присвячених Еразмові.
Серед кімнат музею особливо цікаві такі:
- Зала риторики — кімната, у якій Еразм приймав відвідувачів. Тут представлені меблі часів Еразма Роттердамського.
- Кабінет Еразма — кімната, що виходить вікнами в сад, була кабінетом письменника-гуманіста. Тут зібрана колекція портретів визначних діячів того часу, із якими Еразм листувався: Томас Мор, Франциск I, Карл V, Мартін Лютер.
- Ренесансна зала — широка зала на першому поверсі правила за їдальню. Тут виставлено прижиттєві видання Еразма, які він писав трьома класичними мовами: латиною, давньогрецькою, давньоєврейською.
- Сад. У 1987 році було закладено сад із лікарськими рослинами, відомими в XVI столітті, які міг застосовувати Еразм. У 2000 році закладено так званий філософський сад.